# Уссохи
Уссохи — деревня в Краснинском районе Смоленской области России. Входит в состав Малеевского сельского поселения. Население — 8 жителей (2007 год). 
Расположена в западной части области в 15 км к юго-востоку от Красного, в 17 км южнее автодороги Р135 (Смоленск - Красный - Гусино), на берегу реки Руфа. В 32 км северо-западнее деревни расположена железнодорожная станция Гусино на линии Москва — Минск. 

## История
В годы Великой Отечественной войны деревня была оккупирована гитлеровскими войсками в июле 1941 года, освобождена в сентябре 1943 года.